# Copa Campeonato 1901
La Copa Campeonato 1901 fu vinta dall'Alumni Athletic Club.

## Classifica finale
|    | Classifica finale   | Pti | G | V | N | P | GF | GS | DR |
| -- | ------------------- | --- | - | - | - | - | -- | -- | -- |
| 1. | Alumni              | 12  | 6 | 6 | 0 | 0 | 10 | 1  | +9 |
| 2. | Belgrano Athletic   | 6   | 6 | 3 | 0 | 3 | 14 | 9  | +5 |
| 3. | Quilmes             | 4   | 6 | 2 | 0 | 4 | 9  | 15 | -6 |
| 4. | Lomas Athletic Club | 2   | 6 | 1 | 0 | 5 | 3  | 11 | -8 |

## Risultati
| Lomas | Belgrano | 1-3 |

| Belgrano | Alumni | 0-1 |

| Quilmes | Alumni | 0-1 |

| Quilmes | Lomas | 0-2 |

| Belgrano | Quilmes | 8-2 |

| Alumni | Belgrano | 2-0 |

| Lomas | Alumni | 0-2 |

| Quilmes | Belgrano | 3-1 |

| Belgrano | Lomas | 2-0 |

| Lomas | Quilmes | 0-3 |

| Alumni | Quilmes | 3-1 |

| Alumni | Lomas | 1-0 |

## Classifica marcatori[1]
| Gol |  |  | Giocatore       | Squadra           |
| --- |  |  | --------------- | ----------------- |
| 5   |  |  | Herbert Dorning | Belgrano Athletic |